# Otto Hennig

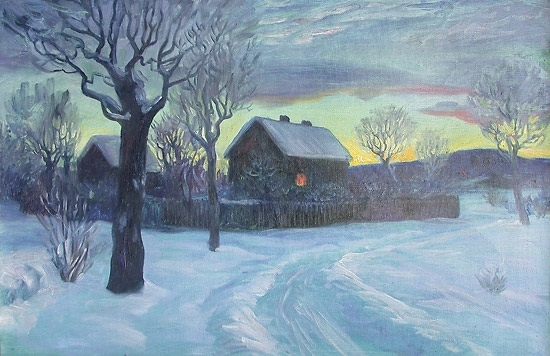
Kald vinteraften av Otto Hennig.

Otto Hennig, född 6 augusti 1871 i Kristiania, död 30 juli 1920 i samma stad, var en norsk målare.
Henning målade gärna bergslandskap i lyrisk-romantisk stämning men med stiliserad linjeföring. Hans form blev med tiden alltmer utpräglat monumental, på samma gång som hans bekantskap med impressionismen förde honom till en självständigare uppfattning av luft och ljusproblem.